# Shelley Fabares
Michele Marie Fabares (Santa Monica, 19 januari 1944) is een Amerikaans actrice en voormalig kindster. Ze werd in zowel 1993 als 1994 genomineerd voor een Primetime Emmy Award voor haar bijrol als Christine Armstrong in de komedieserie Coach. Fabares maakte in 1955 haar filmdebuut in de musicalfilm Hotel Flamingo, waarin ze de negenjarige versie van Rosalind Russells personage Kim Halliday speelde.

## Carrière
Fabares' loopbaan op het witte doek speelde zich vooral af in de eerste vijftien jaar na haar filmdebuut. Gedurende die tijd speelde ze onder meer Twinky, het zusje van John Saxons personage Jimmy Daley in zowel Rock, Pretty Baby (1956) als Summer Love (1958). Ook verscheen ze naast Elvis Presley in zowel Girl Happy (1965), Spinout (1966) als Clambake (1967). Fabares was daarnaast al te zien in rollen als wederkerende personages in verschillende televisieseries, waarvan die als de vroegwijze tiener Mary Stone in The Donna Reed Show met 191 afleveringen het omvangrijkst was.
Na de dramafilm A Time to Sing uit 1968 verdween Fabares bijna volledig van het bioscoopscherm. Op televisieschermen bleef ze niettemin ruimschoots te zien. Ze speelde tussen 1971 en 1998 in veertien televisiefilms en verscheen als wederkerend personages in nog ruim 300 afleveringen van verschillende televisieseries. Fabares' rol als assistent-coach Michael Dybinski's (Bill Fagerbakke) vriendin en later vrouw Christine Armstrong in Coach vormde daarvan met 198 afleveringen het leeuwendeel. Ook verscheen ze met eenmalige gastrollen in ruim veertig andere series, zoals The Twilight Zone (in 1964), McCloud (1972), Police Story (1974) en The Incredible Hulk (1978). Fabares speelde in vier afleveringen van Fantasy Island en drie van The Love Boat, elke keer als een ander personage.
Fabares was naast actrice ook een onehitwonder als zangeres. Haar liedje Johnny Angel stond twee weken op de eerste plaats van de Billboard Hot 100 in april 1962, waarna haar latere filmcollega Elvis Presley haar van die positie verstootte met zijn nummer Good Luck Charm.

## Filmografie
*Exclusief 15 televisiefilms
- Superman: Brainiac Attacks (2006, stem)
- Love or Money (1990)
- Hot Pursuit (1987)
- A Time to Sing (1968)
- Clambake (1967)
- Spinout (1966)
- Hold On! (1966)
- Girl Happy (1965)
- Ride the Wild Surf (1964)
- Marjorie Morningstar (1958)
- Summer Love (1958)
- Jeanne Eagels (1957)
- Rock, Pretty Baby (1956)
- The Bad Seed (1956)
- Never Say Goodbye (1956)
- Hotel Flamingo (1955)

## Televisieseries
*Exclusief eenmalige gastrollen
- Superman: The Animated Series - stem Martha Kent (1996-1999, negen afleveringen)
- Coach - Christine Armstrong (1989-1997, 198 afleveringen)
- Murder, She Wrote - Liza Caspar (1989, twee afleveringen)
- One Day at a Time - Francine Webster (1978-1984, 23 afleveringen)
- Mork & Mindy - Cathy McConnell (1980-1981, drie afleveringen)
- Hello, Larry - Marion Alder (1979, drie afleveringen)
- Disneyland - Grace Donovan (1979, twee afleveringen)
- Highcliffe Manor - Helen Straight Blacke (1979, zes afleveringen)
- The Practice - Jenny Bedford (1976-1977, 27 afleveringen)
- The Brian Keith Show - Dr. Anne Jamison (1972-1974, 47 afleveringen)
- The Donna Reed Show - Mary Stone (1958-1965, 191 afleveringen)
- Mr. Novak - Dani Cooper (1963, twee afleveringen)
- Walt Disney Presents: Annette - Moselle Corey (1958, vijftien afleveringen)

## Privé
Fabares trouwde in 1984 met acteur Mike Farrell, haar tweede echtgenoot. Daarvoor was ze van 1964 tot en met 1980 getrouwd met muziek- en filmproducent Lou Adler.
- Biblioteca Nacional de España: XX1550395
- Bibliothèque nationale de France: cb144861196 (data)
- Gemeinsame Normdatei: 1289086818
- International Standard Name Identifier: 0000 0000 7975 0517
- Library of Congress Control Number: n93004142
- MusicBrainz: 26055e60-857e-43f3-aad5-a0f1d6d1a828
- Nationale Bibliotheek van Israël: 987007339770905171
- Système universitaire de documentation: 163269602
- Virtual International Authority File: 49451054
- WorldCat: E39PBJghqjWq4689VjRkmbDXh3